# Coelotrypes
Coelotrypes es un género de insecto de la familia Tephritidae del orden Diptera.

## Especies
- Coelotrypes circumscriptus Hering, 1941[1]
- Coelotrypes fasciolatus
- Coelotrypes flavina
- Coelotrypes hammersteini
- Coelotrypes inumbratus
- Coelotrypes latilimbata
- Coelotrypes luteifasciata
- Coelotrypes major Bezzi, 1924
- Coelotrypes nigricornutus Hering, 1942[1]
- Coelotrypes nigriventris Bezzi, 1924[1]
- Coelotrypes pallidus Bezzi, 1924[1]
- Coelotrypes pulchellinus
- Coelotrypes pulchellus Bezzi, 1920
- Coelotrypes punctilabris
- Coelotrypes ripleyi Munro, 1933[1]
- Coelotrypes simplex
- Coelotrypes vittatus Bezzi, 1923[1]